# NK Troglav Livno
NK Travnik is een Bosnische voetbalclub uit Livno.

## Erelijst
- Beker van Herzeg-Bosnië
  - 1997